# 1994 YG2
1994 YG2 är en asteroid i huvudbältet som upptäcktes den 30 december 1994 av de båda japanska astronomerna Seiji Ueda och Hiroshi Kaneda i Kushiro.
Asteroiden har en diameter på ungefär 10 kilometer.